# Station Kronach
Station Kronach is een spoorwegstation in de Duitse plaats Kronach. Het station werd in 1861 geopend. 